# Pfandkammer
Als Pfandkammer bezeichnet man Räume, in die der Gerichtsvollzieher Pfandstücke unterbringt, die er nicht im Gewahrsam des Schuldners belässt (§ 268 Abs. 1 GVGA). Unterhält der Gerichtsvollzieher eine Pfandkammer auf eigene Kosten, muss er die Pfandkammer für die Unterbringung und Verwahrung von Pfandstücken im Beitreibungsverfahren zur Verfügung stellen (§ 246 GVGA). Der Gerichtsvollzieher kann im letzten Falle die Kosten der Verwahrung als Zwangsvollstreckungskosten ansetzen.
Beispiel: Bei einer Grundstücks- oder Wohnungsräumung werden die Wohnungseinrichtung und die sonstige „Habe“ des Schuldners vom Gerichtsvollzieher weggeschafft und dem Schuldner zur Verfügung gestellt. Hat der Schuldner keine Möglichkeit zur Unterbringung, nimmt der Gerichtsvollzieher diese Gegenstände für längstens zwei Monate zur Verwahrung in die Pfandkammer. Kann der Schuldner nach diesen zwei Monaten die angefallenen Verwahrungskosten nicht zahlen oder holt er seine Sachen nicht ab, versteigert der Gerichtsvollzieher die Sachen und hinterlegt den Versteigerungserlös. Nicht verwertbare Sachen werden zur Mülldeponie verbracht (§ 885 ZPO).